# Rövidpályás gyorskorcsolya a 2011-es téli Universiadén
A törökországi Erzurumban a rövidpályás gyorskorcsolya versenyeit január 28. és 30. között rendezték a XXV. téli Universiadén. A Huszár Erika, Heidum Bernadett, Darázs Rózsa, Keszler Andrea, Lajtos Szandra összetételű csapat a dél-koreai és a kínai csapat mögött végzett, ezzel megszerezve a bronzérmet.
Darázs Rózsa és Lajtos Szandra még az egyéni 1000 méteres versenyszámban is rajthoz állt, ám a negyeddöntőben búcsúra kényszerültek, míg Huszár Erika és Keszler Andrea a második, az 1000 méteres versenyszám egyetlen magyar férfi versenyzője, Darázs Péter pedig az első selejtezőkörben esett ki. A férfiak versenyében 500 m-en Knoch Viktort az első selejtezőben szabálytalanság miatt kizárták, Darázs Péter pedig a második körben, futamában negyedikként zárt, így nem jutott a negyeddöntőbe.

## Naptár
Eseményei helyi idő szerint:
| január 28., péntek - 14:00 1 500 m-es előfutamok - 15:45 1 500 m-es elődöntők - 16:30 1 500 m-es döntők - 17:05 nők 3 000 m-es váltójának előfutama - 17:34 férfiak 5 000 m-es váltójának előfutama | január 29., szombat - 14:00 500 m-es selejtezők - 15:42 500 m-es előfutamok - 16:36 500 m-es középdöntők - 17:15 500 m-es elődöntők - 17:42 500 m-es döntők - 18:08 nők 3 000 m-es váltójának elődöntője - 18:24 férfiak 5 000 m-es váltójának elődöntője | január 30., vasárnap - 14:00 1 000 m-es selejtezők - 15:50 1 000 m-es előfutamok - 16:53 1 000 m-es középdöntők - 17:40 1 000 m-es elődöntők - 18:11 1 000 m-es döntők - 18:39 nők 3 000 m-es váltójának döntője - 18:47 férfiak 5 000 m-es váltójának döntője |

## Éremtáblázat
| #  | Nemzet        | Férfiak | Férfiak | Férfiak | Férfiak | Nők | Nők | Nők | Nők   | Összesen | Összesen | Összesen | Összesen |
| #  | Nemzet        |         |         |         | Össz.   |     |     |     | Össz. |          |          |          | Össz.    |
| -- | ------------- | ------- | ------- | ------- | ------- | --- | --- | --- | ----- | -------- | -------- | -------- | -------- |
| 1. | Dél-Korea     | 2       | 1       | 2       | 5       | 3   | 2   | 1   | 6     | 5        | 3        | 3        | 11       |
| 2. | Kína          | 1       | 1       | 1       | 3       | 1   | 1   | 1   | 3     | 2        | 2        | 2        | 6        |
| 3. | Franciaország | 1       | 0       | 1       | 2       | 0   | 0   | 0   | 0     | 1        | 0        | 1        | 2        |
| 4. | Kanada        | 0       | 2       | 0       | 2       | 0   | 1   | 0   | 1     | 0        | 3        | 0        | 3        |
| 5. | Japán         | 0       | 0       | 0       | 0       | 0   | 0   | 1   | 1     | 0        | 0        | 1        | 1        |
| 5. | Magyarország  | 0       | 0       | 0       | 0       | 0   | 0   | 1   | 1     | 0        | 0        | 1        | 1        |

## Versenyszámok

### Férfiak

#### 500 m
| #     | Nemzet        | Név               | Legjobb idő |
| ----- | ------------- | ----------------- | ----------- |
|       | Franciaország | Thibaut Fauconnet | 41.544      |
|       | Kanada        | Liam McFarlane    | 41.562      |
|       | Kína          | Gao Ming          | 41.944      |
| [...] |               |                   |             |
| 20.   | Magyarország  | Darázs Péter      | 43.769      |
| [...] |               |                   |             |
|       | Magyarország  | Knoch Viktor      | kizárva     |

#### 1000 m
| #     | Nemzet       | Név          | Legjobb idő |
| ----- | ------------ | ------------ | ----------- |
|       | Dél-Korea    | Kim Tae-Hoon | 1:27.046    |
|       | Kína         | Sui Baoku    | 1:28.331    |
|       | Dél-Korea    | Kim Szoungil | 1:28.009    |
| [...] |              |              |             |
| 30.   | Magyarország | Darázs Péter | 1:37.732    |

#### 1500 m
| #     | Nemzet       | Név          | Futam- idő |
| ----- | ------------ | ------------ | ---------- |
|       | Dél-Korea    | Kim Hwan-Ee  | 2:24.046   |
|       | Dél-Korea    | Kim Tehun    | 2:24.169   |
|       | Dél-Korea    | Kim Szoungil | 2:24.419   |
| [...] |              |              |            |
| 25.   | Magyarország | Knoch Viktor |            |
| [...] |              |              |            |
| 45.   | Magyarország | Darázs Péter |            |

#### 5000 m-es váltó
| # | Nemzet        | Váltó tagjainak neve                                                                           | Legjobb idő |
| - | ------------- | ---------------------------------------------------------------------------------------------- | ----------- |
|   | Kína          | Gao Ming, Liu Songbo, Sui Baoku, Xu Peng, Jang Fej                                             | 7:05.089    |
|   | Kanada        | Gabriel Chaisson-Poirier, Vincent Cournoyer, Allyn Gagnon, Pier-Olivier Gagnon, Liam McFarlane | 6:59.057    |
|   | Franciaország | Maxime Chataignier, Thibaut Fauconnet, Vincent Jeanne, Jeremy Masson, Thibaut Meline           | 7:04.264    |

### Nők

#### 500 m
| #     | Nemzet       | Név              | Legjobb idő |
| ----- | ------------ | ---------------- | ----------- |
|       | Kína         | Kong Xue         | 44.765      |
|       | Kanada       | Valerie Lambert  | 44.883      |
|       | Dél-Korea    | Lee Eun Byul     | 44.501      |
| [...] |              |                  |             |
| 10.   | Magyarország | Huszár Erika     | 44.686      |
| 11.   | Magyarország | Keszler Andrea   | 45.683      |
| 12.   | Magyarország | Heidum Bernadett | 45.886      |
| [...] |              |                  |             |
| 16.   | Magyarország | Lajtos Szandra   | 45.693      |

#### 1000 m
| #     | Nemzet       | Név            | Legjobb idő |
| ----- | ------------ | -------------- | ----------- |
|       | Dél-Korea    | Lee Eun Byul   | 1:33.388    |
|       | Dél-Korea    | Kim Mindzsung  | 1:33.149    |
|       | Japán        | Joshida Marie  | 1:33.734    |
| [...] |              |                |             |
| 11.   | Magyarország | Lajtos Szandra | 1:34.547    |
| [...] |              |                |             |
| 15.   | Magyarország | Darázs Rózsa   | 1:35.195    |
| [...] |              |                |             |
| 18.   | Magyarország | Keszler Andrea | 1:38.507    |
| [...] |              |                |             |
| 23.   | Magyarország | Huszár Erika   | 1:36.978    |

#### 1500 m
| #     | Nemzet       | Név              | Futam- idő |
| ----- | ------------ | ---------------- | ---------- |
|       | Dél-Korea    | Lee Eun Byul     | 2:43.677   |
|       | Dél-Korea    | Jung Ba Ra       | 2:43.985   |
|       | Kína         | Li Jianrou       | 2:44.078   |
| [...] |              |                  |            |
| 7.    | Magyarország | Heidum Bernadett |            |
| [...] |              |                  |            |
| 13.   | Magyarország | Huszár Erika     |            |
| [...] |              |                  |            |
| 16.   | Magyarország | Darázs Rózsa     |            |
| 17.   | Magyarország | Lajtos Szandra   |            |

#### 3000 m-es váltó
| # | Nemzet       | Váltó tagjainak neve                                                         | Legjobb idő |
| - | ------------ | ---------------------------------------------------------------------------- | ----------- |
|   | Dél-Korea    | Dzson Dzsiszu, Jung Ba Ra, Kim Mindzsung, Lee Eun Byul, Shin Sae Bom         | 4:18.097    |
|   | Kína         | Jin Jingzhu, Kong Xue, Li Jianrou, Liu Jang, Liu Jang                        | 4:19.136    |
|   | Magyarország | Heidum Bernadett, Huszár Erika, Keszler Andrea, Lajtos Szandra, Darázs Rózsa | 4:18.435    |